# تشارلي فوي
تشارلي فوي (بالإنجليزية: Charley Foy)‏ هو ممثل أمريكي، ولد في 12 يونيو 1898 في نيويورك في الولايات المتحدة، وتوفي في 22 أغسطس 1984 في لوس أنجلوس في الولايات المتحدة بسبب مرض دموي.

## وصلات خارجية
- تشارلي فوي على موقع IMDb (الإنجليزية)
- تشارلي فوي على موقع قاعدة بيانات الفيلم (الإنجليزية)